# Caradriiforme
Caradriiformele sau limicolele (Charadriiformes) este un ordin divers de păsări mici și mijlocii. Acesta include aproximativ 390 de specii și are membri în toate părțile lumii. Majoritatea păsărilor charadriiforme trăiesc în apropierea apei și mănâncă nevertebrate sau alte animale mici; cu toate acestea, unele sunt pelagice (păsări marine), altele frecventează deșerturile, iar câteva se găsesc în păduri dese. Membrii acestui grup pot fi denumiți colectiv și păsări de țărm.

## Caracteristici generale
În acest ordin, unele păsări au ciocul sau picioarele lungi, având aspecte foarte diferite, forma lor diferind în funcție de medul de hrănire și de mediul de viață. Au la picior trei degete, aproape toate clocesc pe sol, pe malurile apelor, cu excepția subfamiliei păsărilor alergătoare (Cursoriinae). Puii sunt nidifugi, părăsesc imediat cuibul după eclozare și sunt capabili să se hrănească singuri. Aceste păsări se pot întâlni pe tot pe glob, chiar și în regiunile polare.

## Sistematică
Ordinul Charadriiformes conține 3 subordine, 19 familii și 391 de specii.
- Subordinul Charadrii
  - Familia Burhinidae – (10 specii)
  - Familia Pluvianellidae
  - Familia Chionidae – (2 specii)
  - Familia Pluvianidae
  - Familia Charadriidae – (69 specii)
  - Familia Recurvirostridae – (10 specii)
  - Familia Ibidorhynchidae
  - Familia Haematopodidae – scoicari (12 specii)
- Subordinul Scolopaci
  - Familia Rostratulidae – (3 specii)
  - Familia Jacanidae – (8 specii)
  - Familia Pedionomidae
  - Familia Thinocoridae – (4 specii)
  - Familia Scolopacidae – (98 specii)
- Subordinul Lari
  - Familia Turnicidae – (18 specii)
  - Familia Dromadidae
  - Familia Glareolidae – (17 specii)
  - Familia Laridae – pescăruși (103 specii)
  - Familia Stercorariidae – lupi de mare (7 specii)
  - Familia Alcidae – (25 specii)

## Galerie

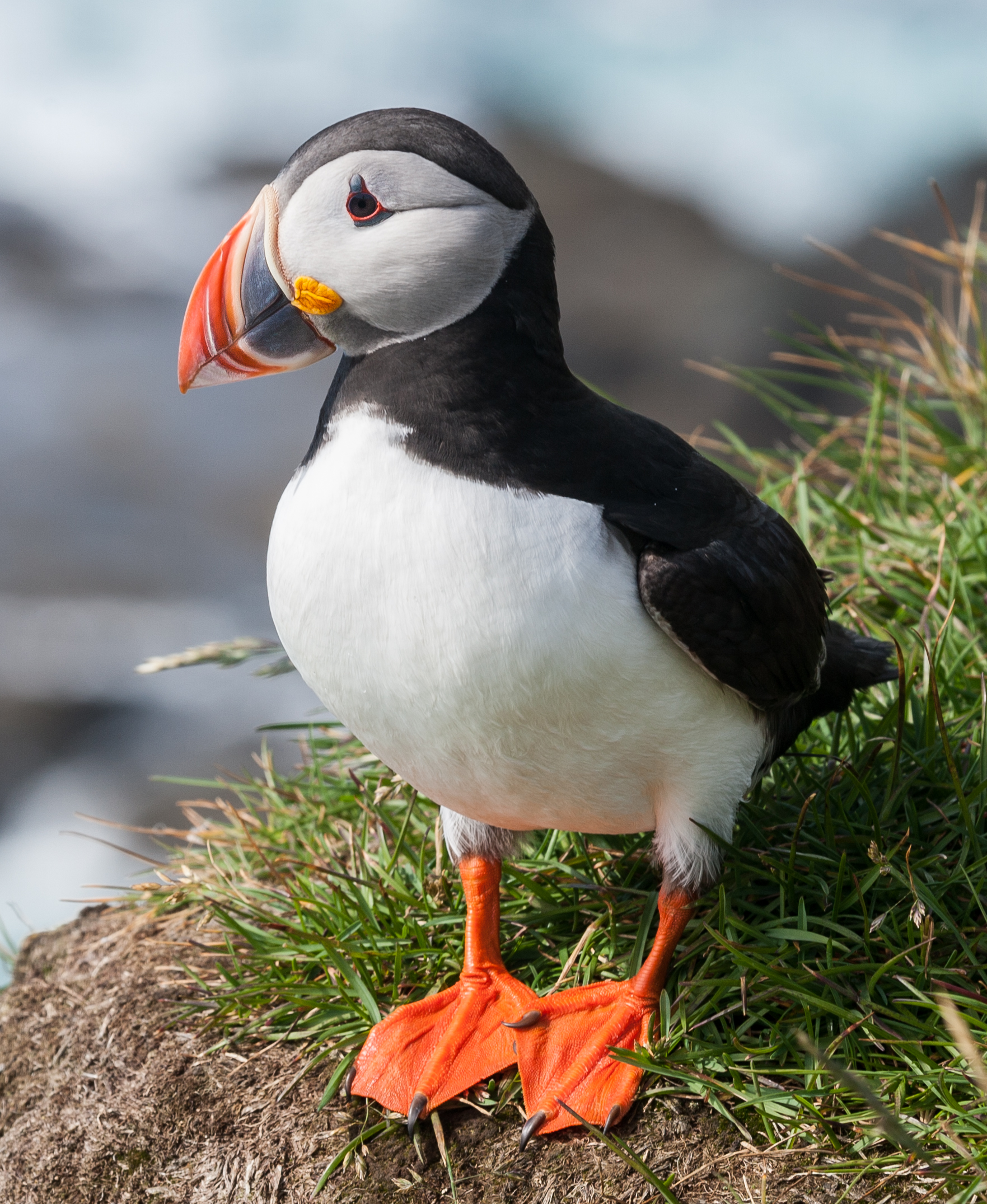
Papagal de mare (Alcidae)
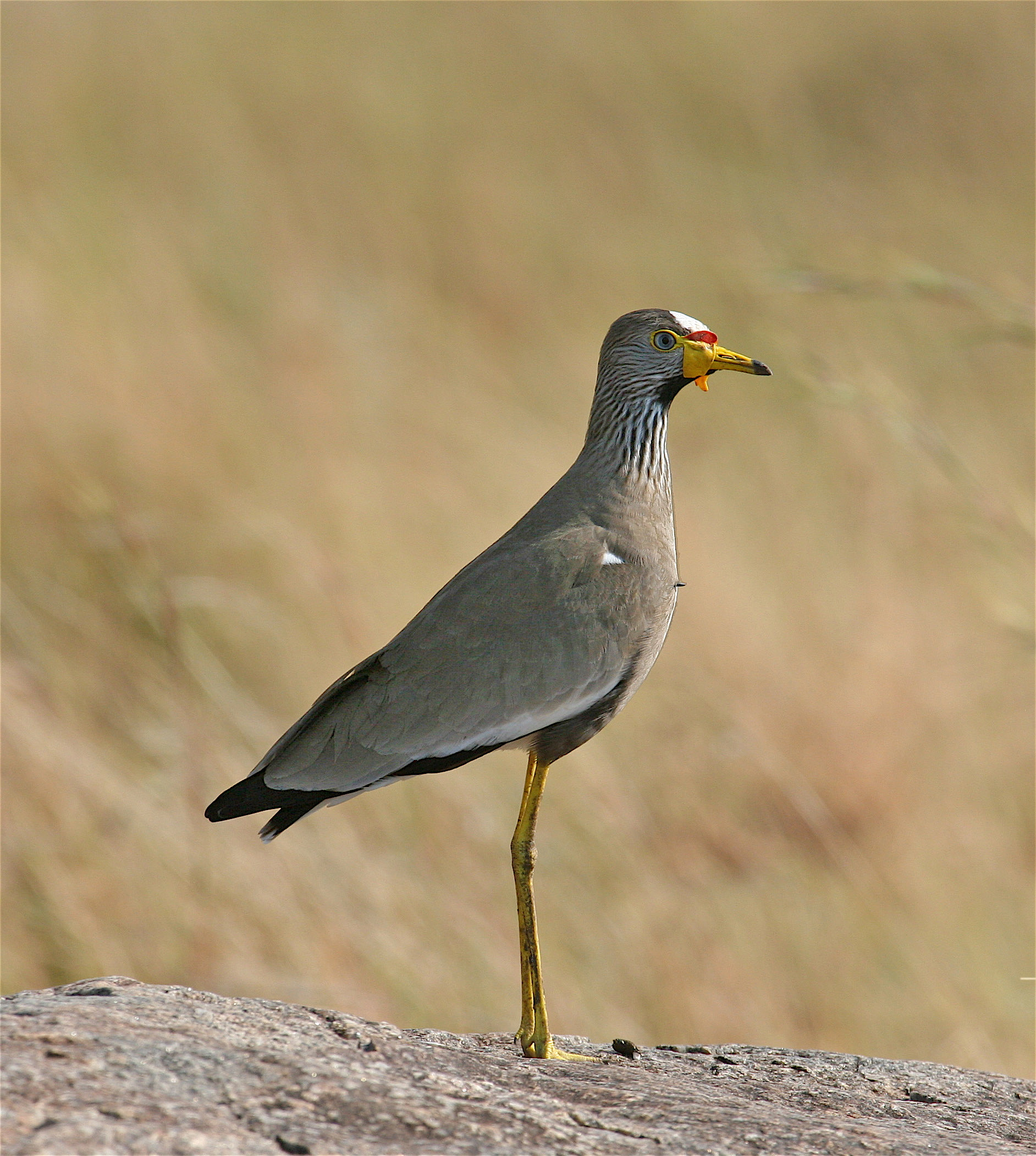
Vanellus senegallus (Charadriidae)
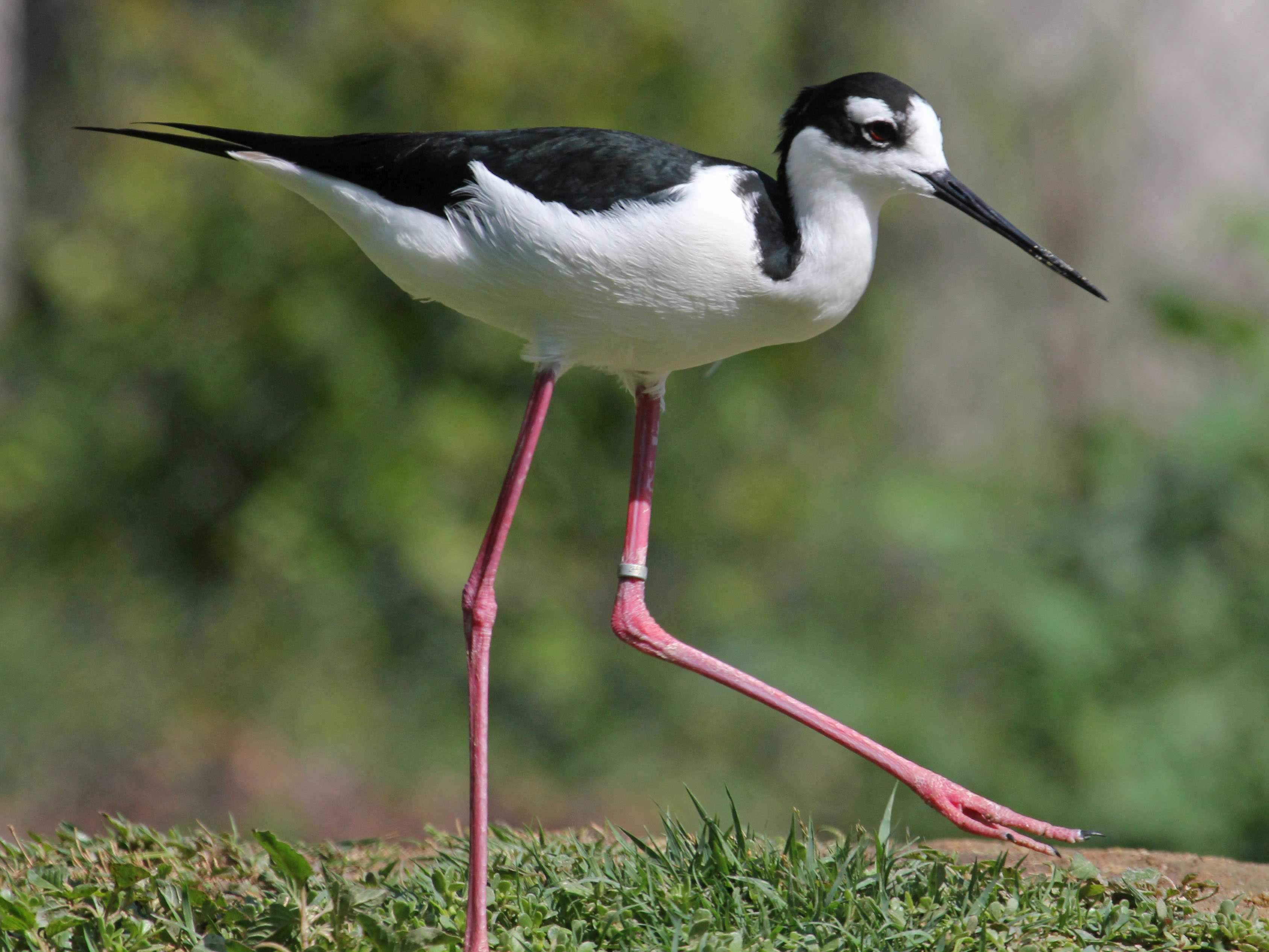
Himantopus mexicanus (Recurvirostridae)
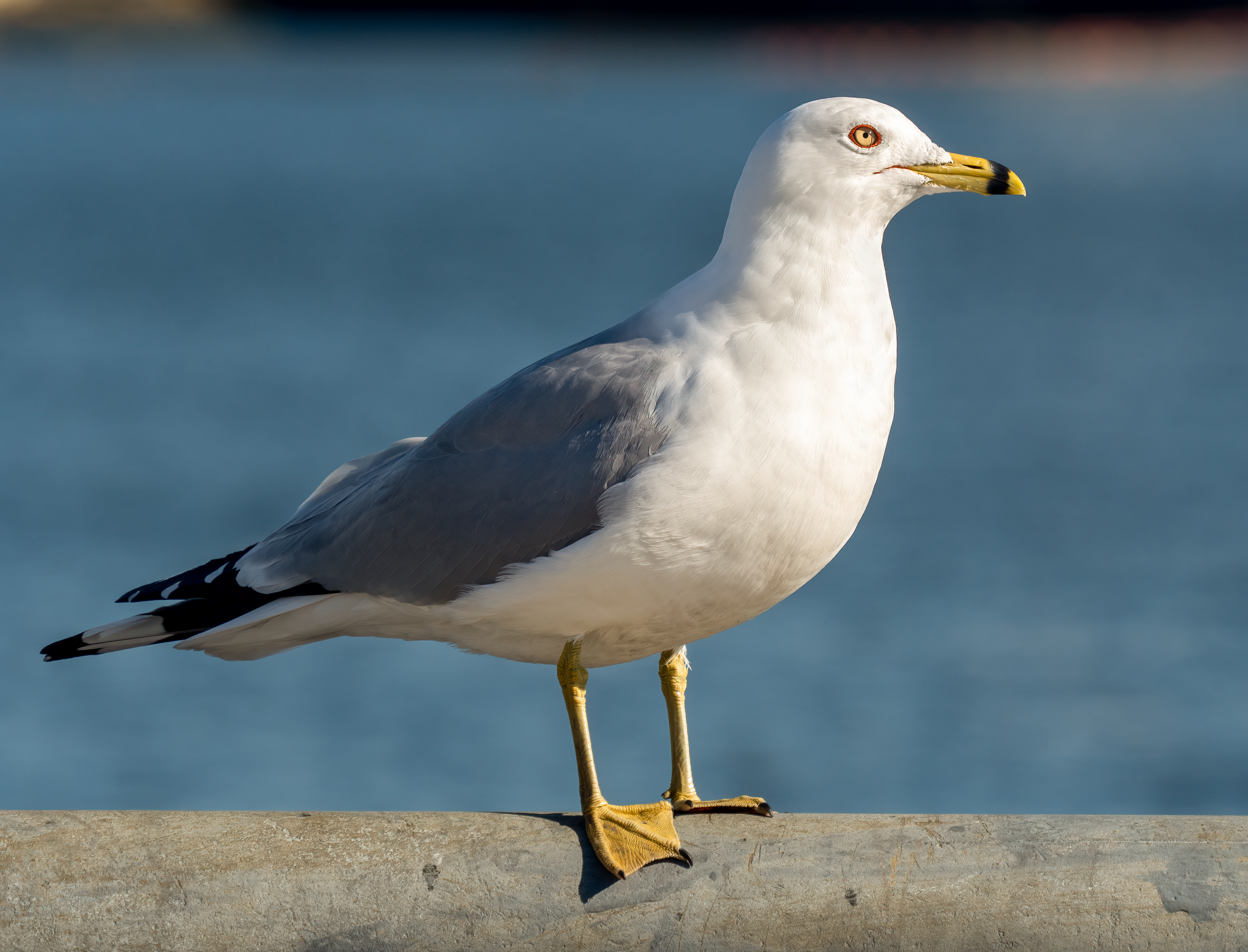
Pescăruș sur mare (Laridae)
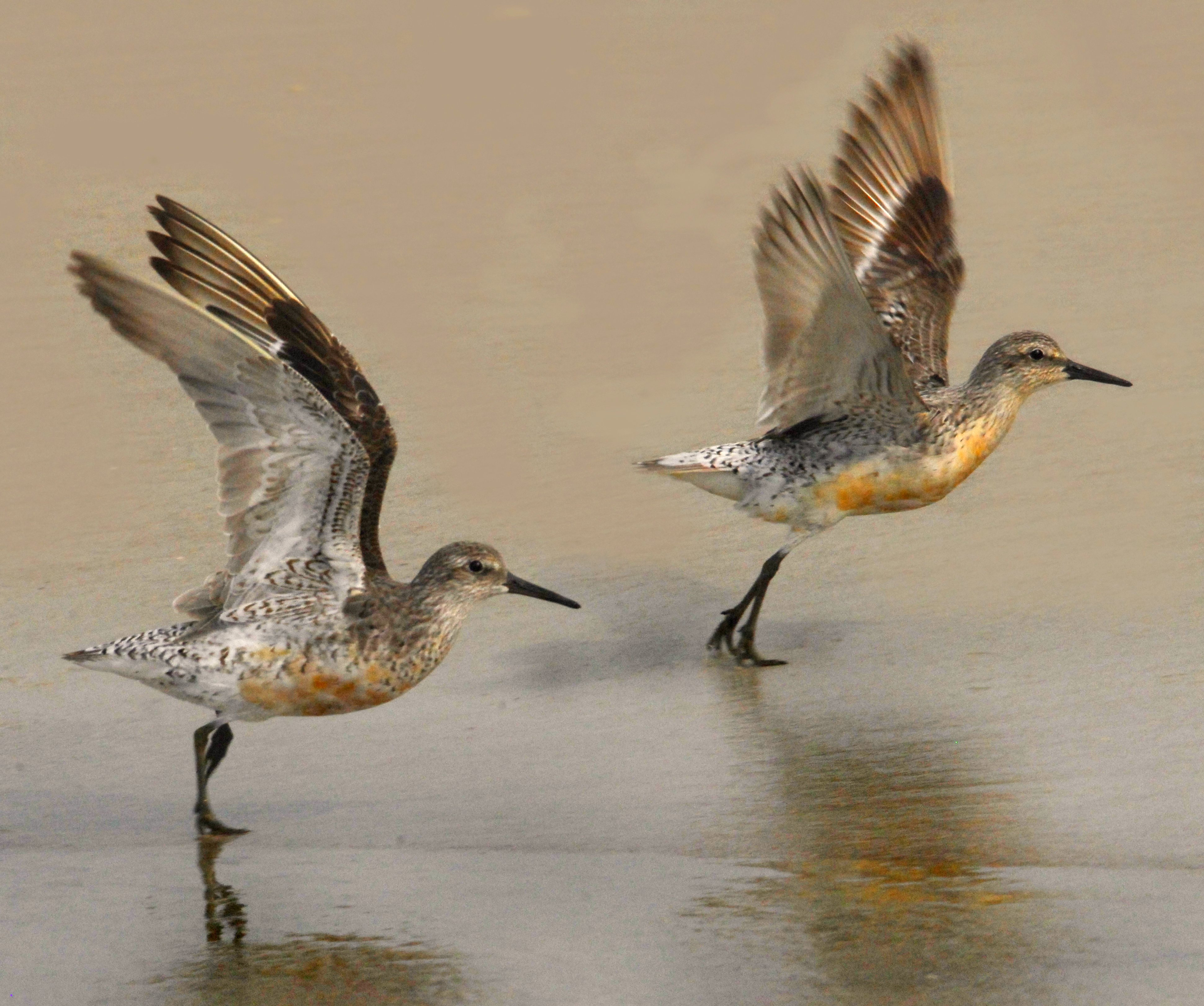
Calidris canutus (Scolopacidae)
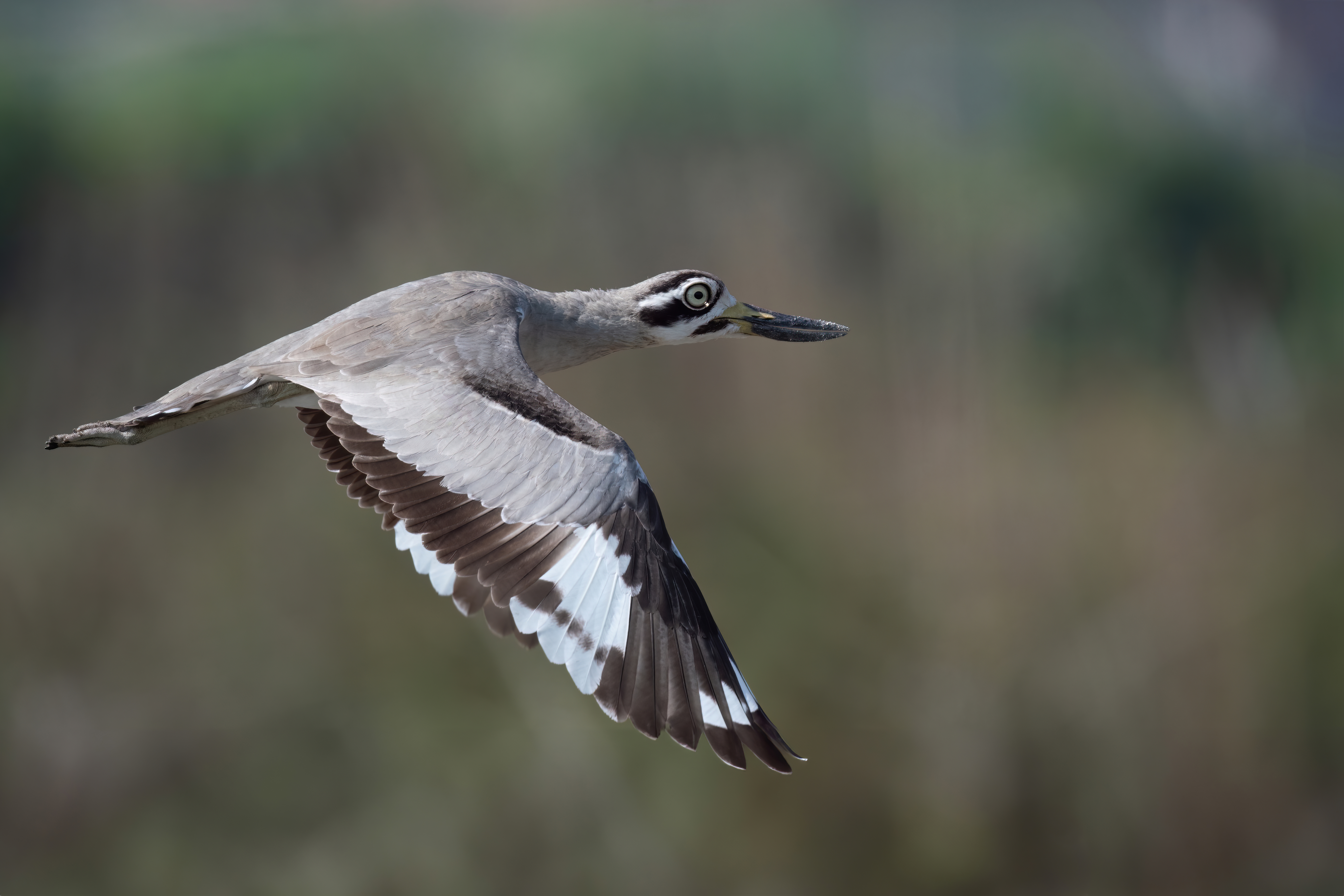
Esacus recurvirostris (Burhinidae)
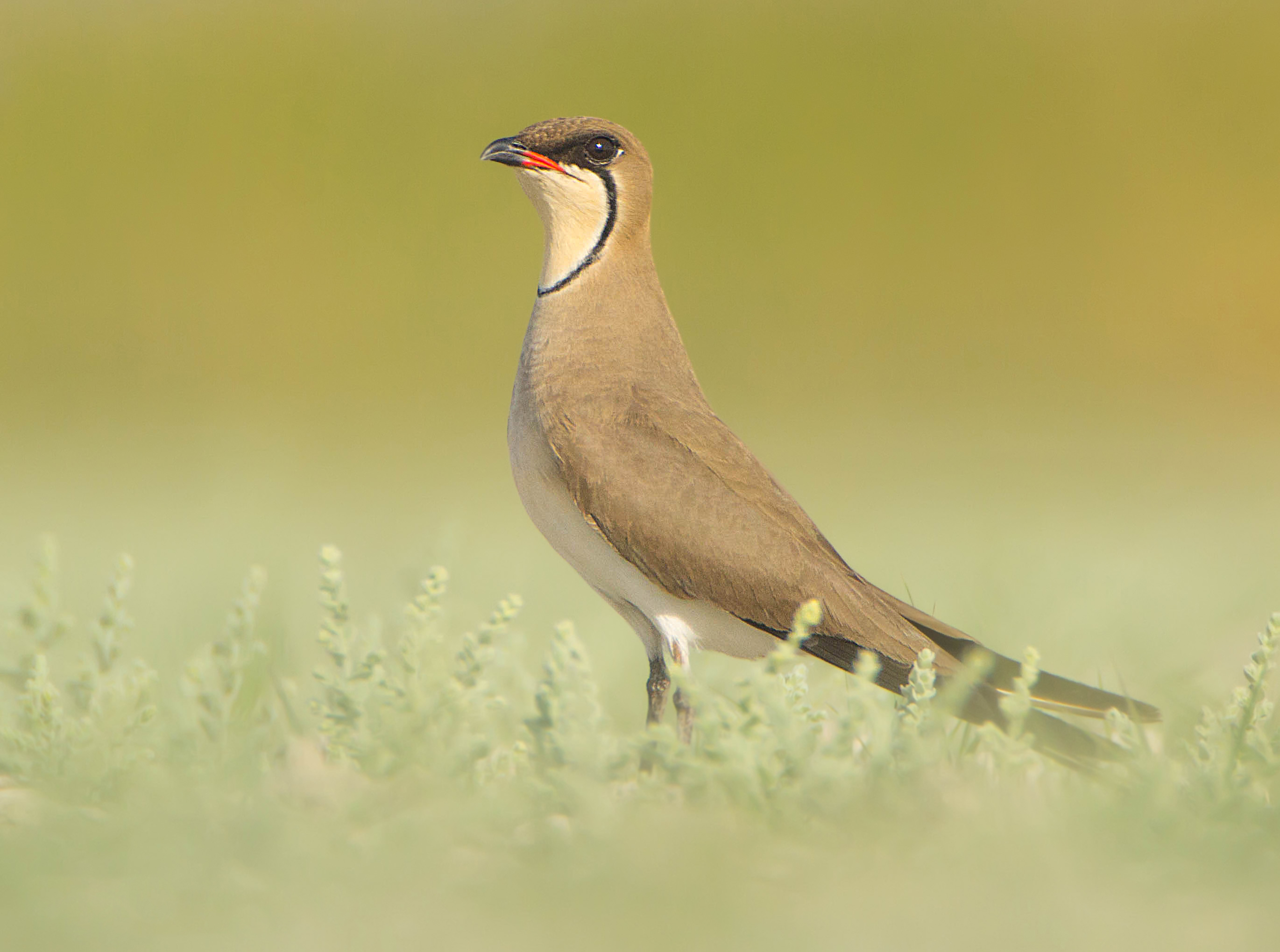
Glareola pratincola (Glareolidae)
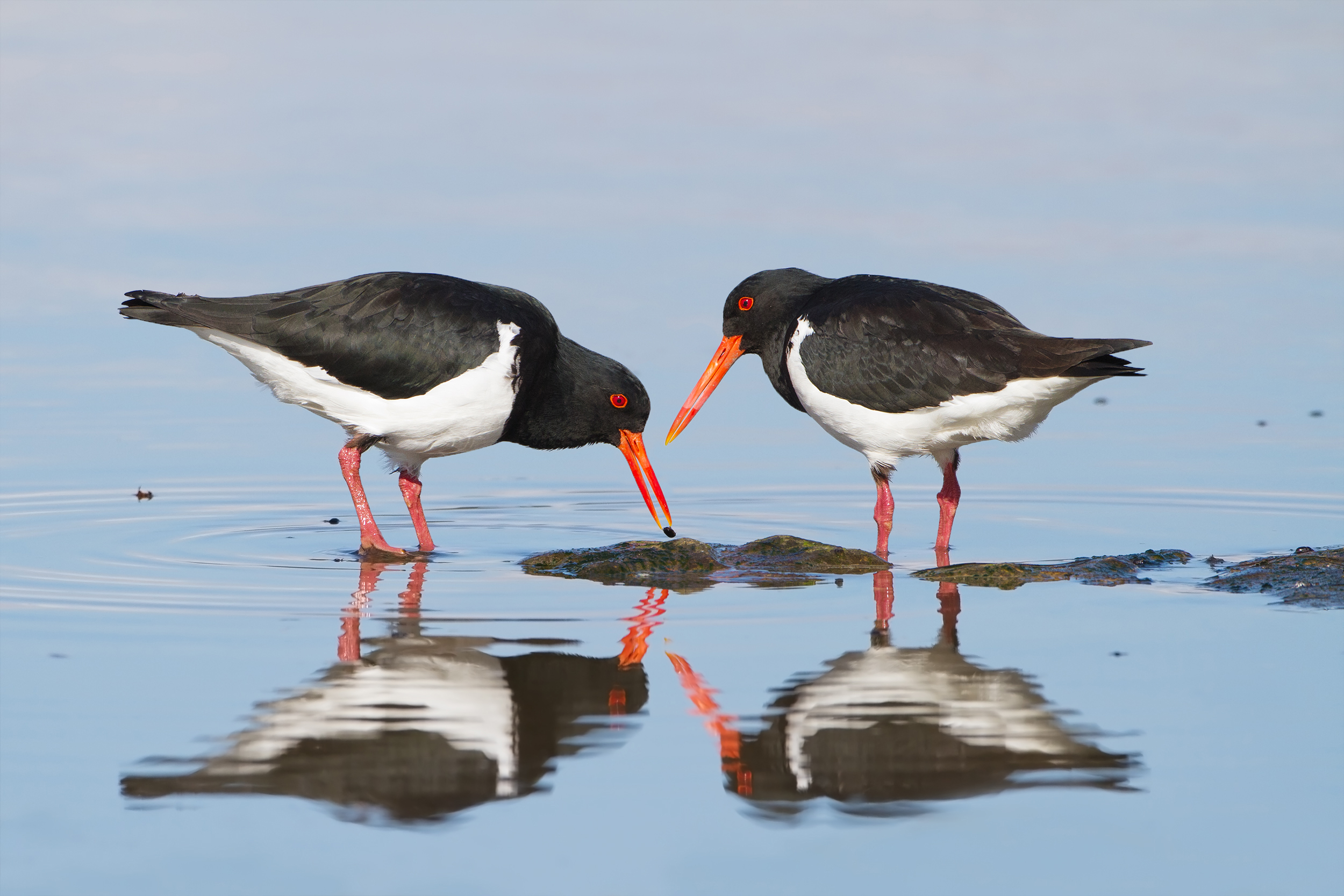
Haematopus longirostris (Haematopodidae)
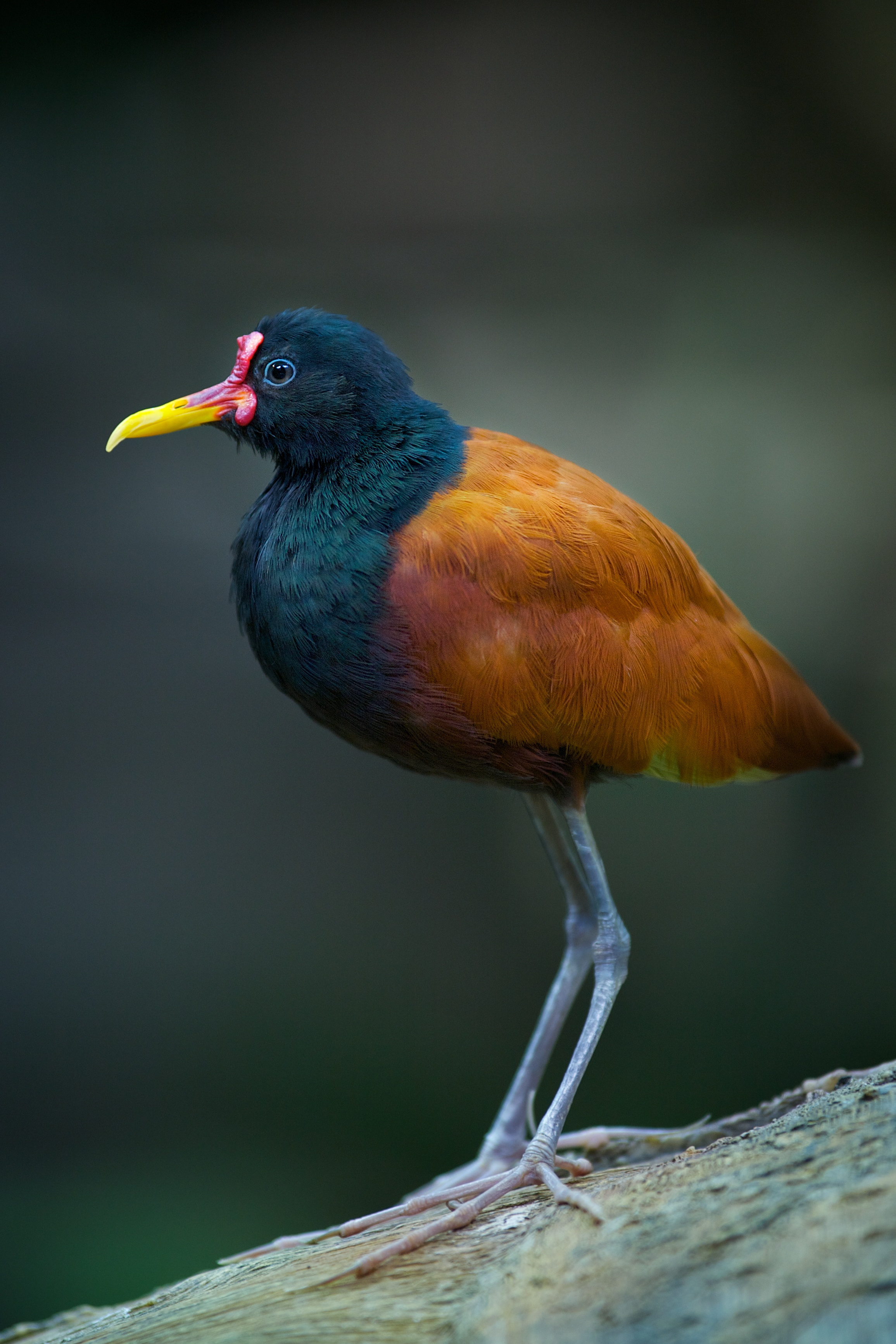
Jacana jacana (Jacanidae)